# Étoile magique
Pour les articles homonymes, voir Étoile (homonymie).
En mathématiques, dans une étoile magique standard, ou diagramme magique, les nombres sont placés à chaque sommet et intersection pour que les quatre nombres alignés produisent le total magique, identique aux autres.

## Hexagramme magique
Ceci est un arrangement possible pour l'hexagramme magique, en utilisant les nombres 1 à 12. Le total magique vaut 26. Il existe 80 hexagrammes magiques distincts (aux isométries près), soit au total 80x12=960 solutions, puisque le groupe des transformations de l'hexagone possède 12 éléments.

Hexagramme magique de total magique = 26

## Heptagramme magique
Ceci est un arrangement possible pour l'heptagramme magique, en utilisant les nombres 1-14 et le total magique 30 :

Heptagramme magique de total magique = 30

## Octagramme magique
Et un arrangement possible pour l'octagramme magique, en utilisant les nombres 1-16 et le total magique 34 :

Octagramme magique de total magique = 34

## Pentagramme magique
En utilisant les nombres de 1 à 11 et le total magique est 26.
Et on peut aussi, éliminer le nombre 6 du milieu et le total magique sera 20.

Pentagramme magique de total magique = 26